# Indiantown, Florida
Indiantown är en ort (CDP) i Martin County, i delstaten Florida, USA. Enligt United States Census Bureau har orten en folkmängd på 6 083 invånare (2010) och en landarea på 15,1 km².